# Ораль
Ораль (кхмер. ភ្នំឱរ៉ាល់) — гора в Камбодже, наивысшая точка страны.
Гора Ораль находится в восточной части гор Кравань и является самой высокой вершиной в стране — 1813 м. Склоны и вершина покрыты лесом. В районе горы организован природный национальный парк.
Гора расположена в округе Ораль провинции Кампонгспы.